# Peperomia uncatispica
Peperomia uncatispica är en pepparväxtart som beskrevs av William Trelease. Peperomia uncatispica ingår i släktet peperomior, och familjen pepparväxter. Inga underarter finns listade i Catalogue of Life.